# 庭鼠屬
庭鼠屬（Auliscomys），哺乳綱、囓齒目、倉鼠科的一屬，而與庭鼠屬（彩庭鼠）同科的動物尚有侏鼠屬（南侏鼠）、緋鼻鼠屬（緋鼻鼠）、白耳漁鼠屬（白耳漁鼠）、安第斯鼠屬（安第斯鼠）等之數種哺乳動物。